# Observatorium Manila
Das Observatorium Manila, im Original Manila Observatory oder früher Observatorio de Manila, ist eine gemeinnützige Forschungseinrichtung der Ateneo de Manila University in Quezon City auf den Philippinen. Das Observatorium wurde 1865 von den Jesuiten ursprünglich als Station zur Wetterbeobachtung gegründet, später um die Bereiche Seismologie, Astronomie, Geomagnetismus und weitere Fachgebiete erweitert. Heute konzentrieren sich die Forschungsgebiete des Observatoriums hauptsächlich auf die Beobachtung der Luftqualität, auf das regionale Klima sowie Extremwetterereignisse und auf Risikoanalysen zum Klimawandel.

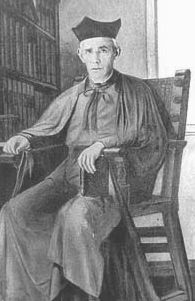
Federico Faura, die Schlüsselfigur bei der Entstehung des Observatoriums

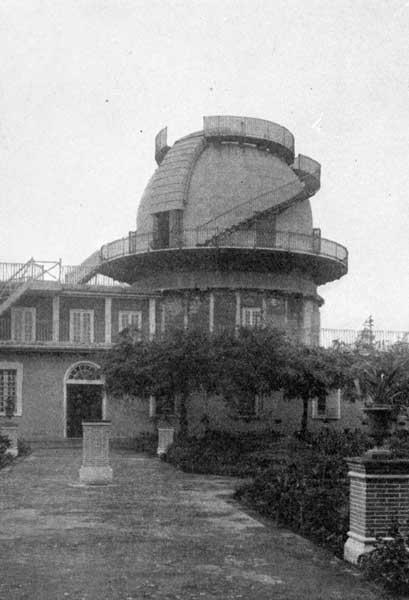
Die Sternwarte des Observatoriums im Jahr 1923

## Entstehung (Spanische Kolonialzeit)

### Anfänge als Wetterstation
Die Gründung des Observatoriums geht auf Wetterbeobachtungen des Jesuiten Francisco Colina, Professor für Mathematik und Physik an der Ateneo de Manila University, zurück. Im Jahr 1865 begann er mit ersten regelmäßigen Aufzeichnungen von Wetterdaten zwei- bis dreimal am Tag, die er später im selben Jahr während eines Taifuns auf stündliche Beobachtungen ausweitete. Mit der Absicht, durch regelmäßige Beobachtung von Temperatur und Luftdruck eine Möglichkeit zu finden, Taifune vorherzusagen, betraute der damalige Vorsteher der Ateneo de Manila University Juan Vidal ab 1867 den im Jahr zuvor aus Europa eingetroffenen und an der Universität lehrenden Federico Faura mit der Leitung des entstehenden Observatoriums. Schnell erlangte die Arbeit von Faura Beachtung und bereits im darauffolgenden Jahr wurde er vom damaligen Gouverneur der Philippinen José de la Gándara y Navarro beauftragt, eine Expedition zur Beobachtung einer Sonnenfinsternis durchzuführen. Dazu reiste Federico Faura im August 1868 zusammen mit den Jesuiten Juan Ricart und Jaime Nonell nach Celebes, um dort am 18. August auf der kleinen Insel Mantawaloc-Kéké die damalige totale Sonnenfinsternis zu beobachten. Von 1871 bis 1878 war Faura zurück in Europa, um zunächst sein Priesterstudium zu vollenden. Die Wetterbeobachtungen auf den Philippinen wurden indessen ohne sein Beisein fortgeführt. Nach seiner Weihe zum Priester 1875 in Toulouse wurde er 1877, noch während seines Aufenthalts in Europa, zum Direktor des Observatoriums in Manila ernannt. Vor seiner Rückkehr nach Manila im Jahr 1878 studierte er für einige Zeit unter Stephen Perry am Observatorium der Jesuitenschule im englischen Stonyhurst den Erdmagnetismus und lernte unter Angelo Secchi in Rom über die Seismologie.
Nachdem die Aufzeichnung der Wetterdaten in Manila anfangs mit einfachen Mitteln stattfand, ermöglichte das Eintreffen eines Meteorographen aus Europa ab 1879 Aufzeichnungen rund um die Uhr. Dieses vom italienischen Physiker und Astronomen Angelo Secchi erfundene meteorologische Gerät erlaubte nun die fortlaufende Aufzeichnung von Temperatur, Luftfeuchtigkeit und Luftdruck. Bis zum Sommer 1879 hatte Faura genügend Erfahrung gesammelt, dass er sich in der Lage sah, eine erste Taifunwarnung zu veröffentlichen. So warnte er am 7. Juli vor einem über Nordluzon hinwegziehenden Taifun und im November desselben Jahres sagte er einen Taifun vorher, der kurz darauf über Manila zog. Da die Vorhersagen es den Menschen in den betroffenen Gebieten ermöglichten, sich auf die Unwetter vorzubereiten, kam es zu vergleichsweise wenigen Verlusten, was die Bedeutung des Observatoriums auch in der öffentlichen Wahrnehmung steigerte.

### Ausbau mit weiteren Fachbereichen ab 1880
Als sich Faura ab 1880 auch mit der Erdbebenforschung befasste, trug dies zu einer weiteren Festigung der Institution bei. Am 28. April 1884 wurde das Observatorio de Manila per königlichem Erlass durch den spanischen König Alfons XII. als offizielle staatliche Institution anerkannt, verblieb aber weiter unter Leitung der Jesuiten. Die Philippinen standen damals noch unter spanischer Kolonialherrschaft. In den folgenden Jahren wurde ein über die gesamten Philippinen verteiltes Netz von Wetterstationen aufgebaut, welche regelmäßig Wetterdaten nach Manila meldeten. Ab 1885 veröffentlichte das Observatorium regelmäßige Wetterberichte für die Handelsschifffahrt. Im Jahr 1886 folgte die Vorstellung des Faura Aneroid Barometer, eines von Federico Faura entwickelten Dosenbarometers mit speziellen auf die Region zugeschnittenen Markierungen, an denen Luftdruckveränderungen als Vorbote von Taifunen und Unwettern abgelesen und deren voraussichtliche Intensität vorhergesagt werden konnte. Neben dem Fachbereich Meteorologie wurde das Observatorium um weitere Abteilungen ergänzt, so ab 1887 um den Fachbereich für Erdmagnetismus und ab 1890 um die Abteilung Seismologie. Weitere internationale Bekanntheit erlangte das Observatorium durch Fauras Reisen 1888 zur Weltausstellung Exposición Universal de Barcelona und 1893 zum Internationalen Meteorologischen Kongress der Internationalen Meteorologischen Organisation (heute Weltorganisation für Meteorologie) in Chicago, der dort als Teil der Weltausstellung World’s Columbian Exposition stattfand, wo Faura die Arbeit des Observatoriums der Weltöffentlichkeit vorstellte. Bis zu seinem Tod im Januar 1897 hatte Federico Faura das Observatorium zu einer weit über die Philippinen hinaus bekannten und anerkannten Institution ausgebaut. Sein Nachfolger als Leiter der Einrichtung wurde José Algué, der seit 1894 bereits stellvertretender Direktor des Observatoriums war. 1897 stellte Algué den Barocyclonometer vor, eine Weiterentwicklung des von Faura zuvor entwickelten Faura Aneroid Barometers. Der Barocyclonometer wurde daraufhin bald zu einer Standardausrüstung auf Schiffen im Indopazifischen Raum. Schon unter Faura entstand der Plan, das Observatorium um eine Sternwarte für bessere astronomische Beobachtungen zu erweitern, und es wurde bereits 1890 bei der Firma G. & S. Merz in Deutschland ein Teleskop bestellt. Die Umsetzung noch zu Lebzeiten Fauras scheiterte jedoch zunächst an der Finanzierung. Unter seinem Nachfolger Algué wurde das Teleskop 1899 schließlich errichtet, in Betrieb genommen und dem neu eingerichteten Fachbereich Astronomie zugeordnet.

## Amerikanische Kolonialzeit

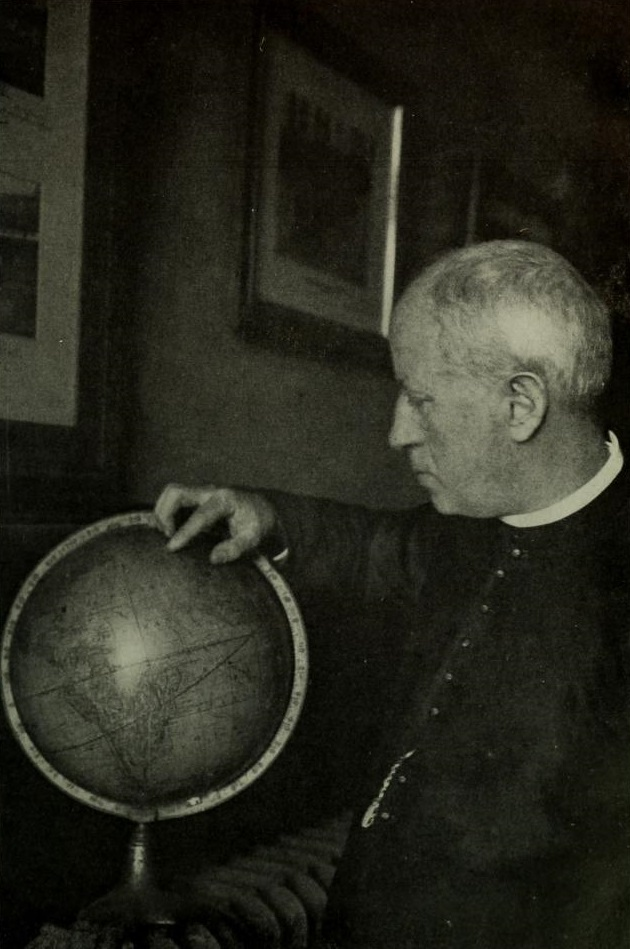
José Algué

Nach dem Spanisch-Amerikanischen Krieg 1898 folgte auf die Spanische nun die amerikanische Kolonialzeit und aus dem Observatorio de Manila wurde ab 1901 das Philippine Weather Bureau (Philippinisches Wetterbüro). 1904 musste die Arbeit in der Abteilung für Erdmagnetismus am bestehenden Standort aufgegeben werden, nachdem für die Straßenbahn Meralco Electric Streetcar System Starkstromleitungen in Manilas Distrikt Ermita verlegt worden waren und fortan die Magnetfeldmessungen störten. Diese Abteilung wurde daraufhin an eine neue Außenstelle in Antipolo ausgelagert, die ab 1910 diese Arbeit fortsetzte. 1908 wurde die erste Wetterkarte des Fernen Ostens veröffentlicht. Auch folgten weitere Teilnahmen des Weather Bureaus an internationalen Ausstellungen und Kongressen und das Observatorium wurde zu einer führenden Größe im Fernen Osten, insbesondere durch die Genauigkeit der Taifunvorhersagen. Ab 1926 folgte Miguel Selga als neuer Direktor der Einrichtung auf José Algué. Das Observatorium von Manila befand sich seit seiner Gründung im Jahr 1865 bis 1945 in der heutigen Padre-Faura-Straße in Manila. Als im Zweiten Weltkrieg jedoch japanische Truppen 1942 Manila einnahmen und die Kontakte zu den bis dahin über 300 entstandenen Außenstellen abrissen, konnte der Betrieb mit den regelmäßigen Wettervorhersagen nicht mehr aufrechterhalten werden. Zwar durften die Beschäftigten des Instituts noch eine Zeitlang ihre Büros aufsuchen, im Juli 1943 jedoch wurde das Gebäude vom japanischen Militär in Besitz genommen und zur Einrichtung eines Militärkrankenhauses geräumt. Im Februar 1945 wurde das Observatorium dann während der Schlacht von Manila komplett zerstört. All seine Instrumente und Einrichtungen sowie ein Großteil der Aufzeichnungen und Dokumente gingen dabei unwiederbringlich verloren.

## Zeit nach der Zerstörung im Zweiten Weltkrieg
Nach dem Zweiten Weltkrieg und der Zerstörung des Observatoriums im Februar 1945 endete die Rolle des Weather Bureaus als offizieller staatlicher Wetterdienst, da am 24. Juli 1945 das Weather Bureau als staatliche Institution neu gegründet und in den Folgejahren mit amerikanischer Unterstützung neu aufgebaut wurde, was schließlich in die Entstehung des heutigen meteorologischen Dienstes der Philippinen PAGASA mündete. Das Observatorium von Manila kann damit als Vorläufer von PAGASA betrachtet werden.
Das Observatorium selbst als Forschungseinrichtung der Jesuiten konnte seinen Betrieb erst 1951 fortsetzen und zwar zunächst an einer Außenstelle in Baguio, wo man anfänglich die Forschung im Bereich Seismologie und Studien der Ionosphäre fortsetzte. 1963 wurde das Observatorium Manila an den heutigen Standort auf dem Loyola Heights Campus der Ateneo de Manila University in Quezon City verlegt. Dort wurde die Forschung in den Bereichen Seismologie, Erdmagnetismus und Strahlenphysik wieder aufgenommen und später noch um den Bereich Sonnenphysik erweitert.
Am ursprünglichen Ort des Observatoriums in der Padre Faura Street in Manila steht heute das Einkaufszentrum Robinsons Place Manila. Vor dem Eingang der Mall erinnert ein Denkmal an das an dieser Stelle im Februar 1945 zerstörte Observatorium.

## Bilder

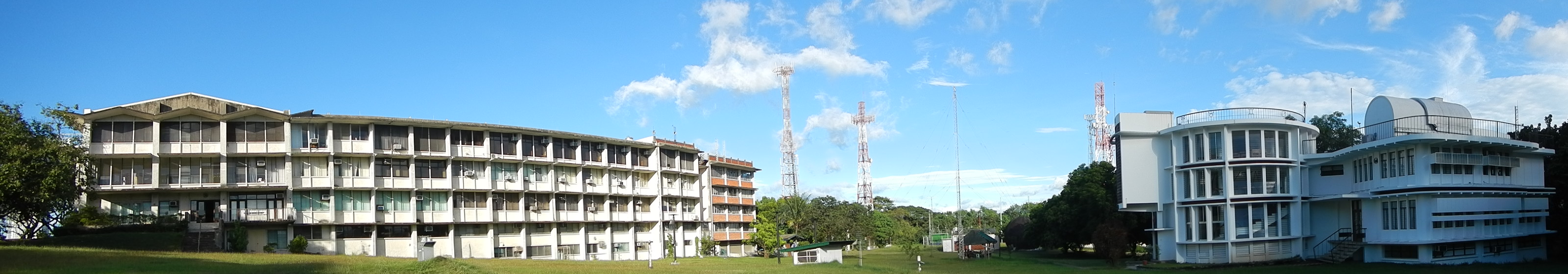
Das Observatorium Manila heute
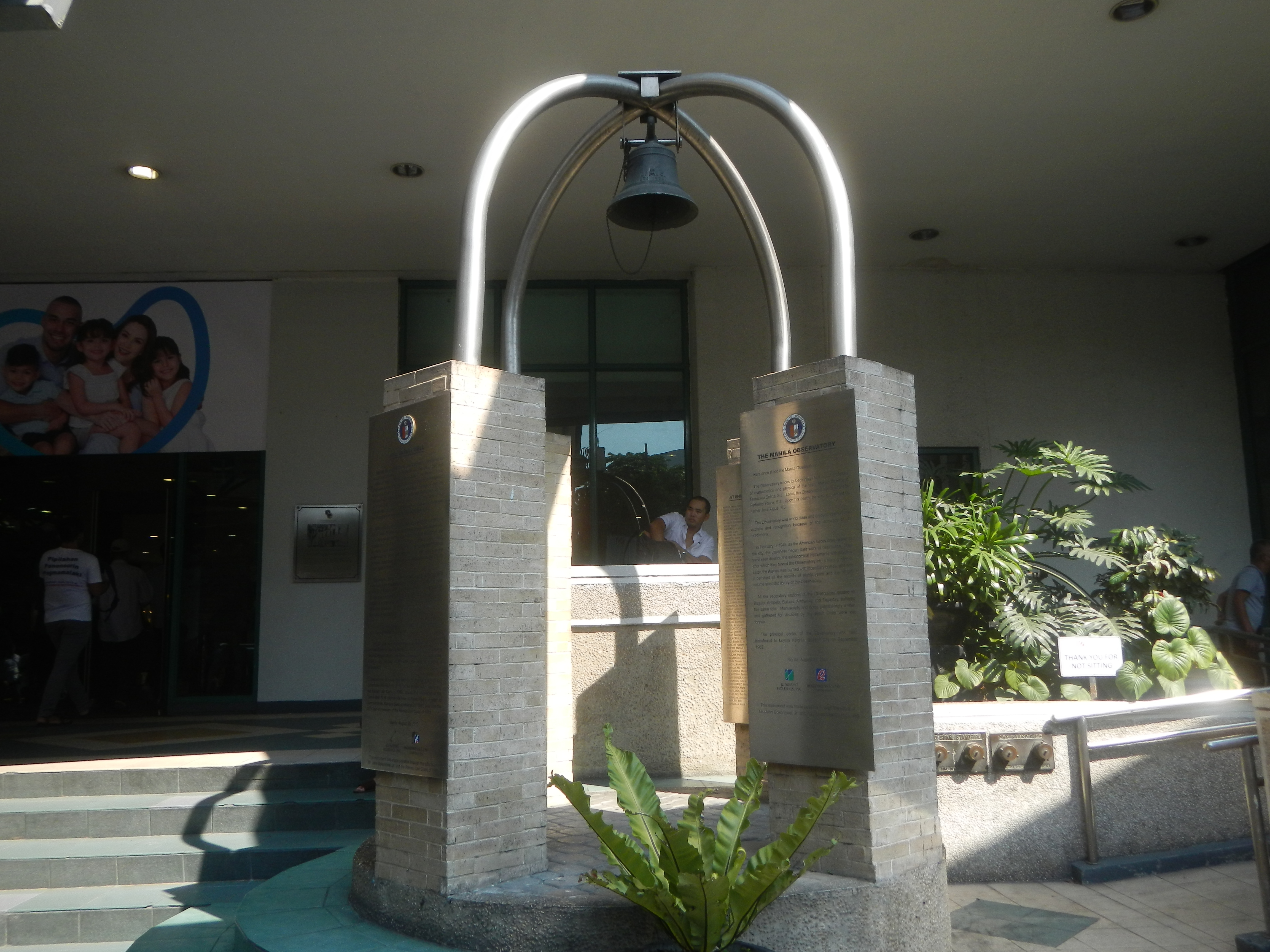
Denkmal am früheren Standort des Observatoriums